# Coppermine Peninsula
Coppermine Peninsula är en udde i Antarktis. Den ligger i Sydshetlandsöarna. Argentina, Chile och Storbritannien gör anspråk på området.
Terrängen inåt land är platt åt nordväst, men åt sydost är den kuperad. Havet är nära Coppermine Peninsula västerut. Trakten är glest befolkad. Närmaste befolkade plats är Maldonado Station, 8,5 kilometer söder om Coppermine Peninsula. 